# Cerca in fondo agli occhi miei/Svegliati e cammina
Cerca in fondo agli occhi miei/Svegliati e cammina è il terzo singolo su 7" de I Bit-Nik pubblicato nel 1967 dalla Meazzi Edizioni Discografiche. Il lato A del singolo è il rifacimento in lingua italiana del brano Warm and Tender Love di Percy Sledge.

## Tracce
Lato A
1. Cerca in fondo agli occhi miei (Bobby Robinson, Mogol)

Lato B
1. Svegliati e cammina (Luciana Medini, Renato Sabatino)